# EUAVSEC South Sudan
Die European Union Aviation Security CSDP Mission in South Sudan (EUAVSEC-South Sudan) war eine zivile Mission zur Unterstützung des Ausbaus des Flughafens von Juba im Südsudan zu einem internationalen Flughafen. Sie wurde im Rahmen der Gemeinsamen Sicherheits- und Verteidigungspolitik (GSVP) der EU im Juni 2012 vom Rat der Europäischen Union beschlossen und endete im Januar 2014.

## Mandat
Das Mandat umfasste eine Personalstärke von 35 internationalen und 15 nationalen Bediensteten und einem Budget von 12,5 Millionen Euro.

### Aufgaben
- Bereitstellung von Beratung, Mentoring, technischer Unterstützung und Training von Personal.
- Unterstützung und Beratung der Luftsicherheitsorganisation beim Ministerium für Transport und am Flughafen sowie bei der Umsetzung von Luftfahrtsicherheitsprogrammen.
- Unterstützung bei der Annahme von Standardprozeduren am Flughafen.[1]

Exekutive Befugnisse bestanden nicht.

### Ziele
Ziel der Mission war der Aufbau eines Flughafens, der den internationalen Standards, insbesondere im Hinblick auf Sicherheitskapazitäten, entspricht.  Dabei sollte zur Verbesserung der Luftsicherheit, der Grenzkontrolle und der Strafverfolgung am internationalen Flughafen von Juba beigetragen werden.
Der Südsudan erlangte erst im Jahr 2011 seine Unabhängigkeit und verfügte aufgrund langanhaltender Bürgerkriege nicht über die entsprechende Infrastruktur.